# Alcázar de Toledo
O Alcázar de Toledo é um palácio fortificado sobre rochas, situado na parte mais alta de Toledo, na Espanha, de onde domina toda a cidade. É um grande edifício quadrangular de 60 metros de cada lado, emoldurado por quatro grandes torres de 60 metros de altura, cada uma coroada pela típica torre de ardósia madrilena. A maior parte do edifício foi reconstruída entre 1939 e 1957 após o cerco do Alcázar, que ocorreu durante a Guerra Civil Espanhola.

## História
A história das construções no lugar onde se ergue o Alcázar de Toledo começou na época romana, com a existência de um palácio do século III. Este edifício foi restaurado durante os reinados de Afonso VI e Afonso X e modificado, em 1535, por ordem de Carlos V, o qual utilizou o Alcázar em múltiplas ocasiões como residência oficial dos reis de Espanha. Em 1521, Hernán Cortés foi recebido por Carlos I no Alcázar, após ter conquistado os astecas. O nome vem do árabe al-qaṣr 'o castelo' (em última análise, do latim 'castrum').

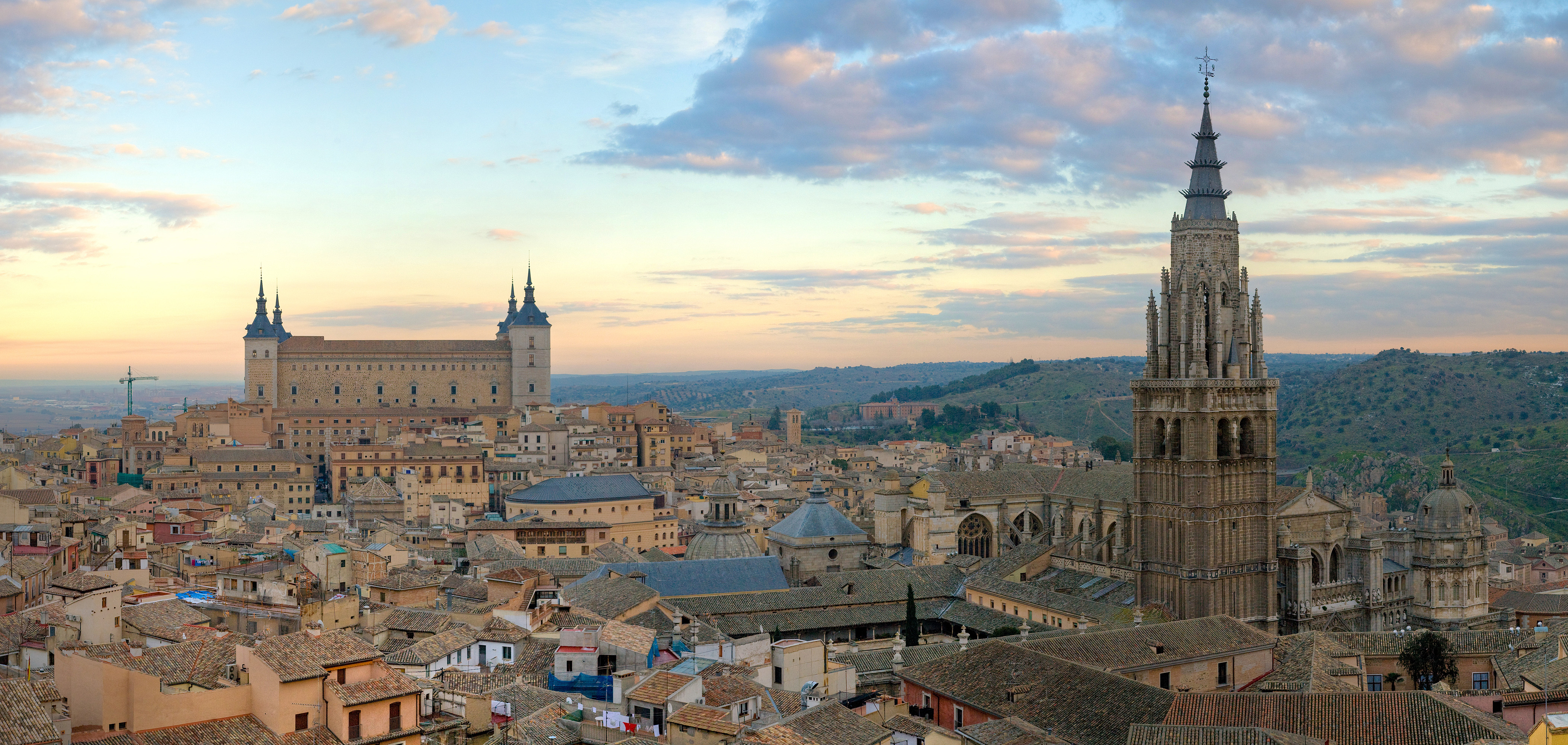
Vista de Toledo com o Alcázar ao fundo.

Em meados do século XIX, o Ministério da Governação, durante o reinado de Isabel II de Espanha, instalou na torre sudeste um mecanismo telegráfico para receber e enviar mensagens codificadas entre Madrid e Cádis; era a torre telegráfica n.º 10 da Linha da Andaluzia, criada pelo Brigadeiro Mathé. Os postos desta linha de torres de telegrafia óptica estiveram em algumas povoações como Aranjuez, Toledo, Consuegra, Cidade Real, Puertollano e Fuencaliente; na parte andaluza atravessava, entre outros lugares, Cardeña, Montoro, Córdova, Carmona, Sevilha, Las Cabezas de San Juan, Jerez de la Frontera, Cádiz e San Fernando. O funcionamento da torre do palácio como telégrafo óptico foi breve, tendo servido entre 1848 e 1857.

## Guerra Civil Espanhola

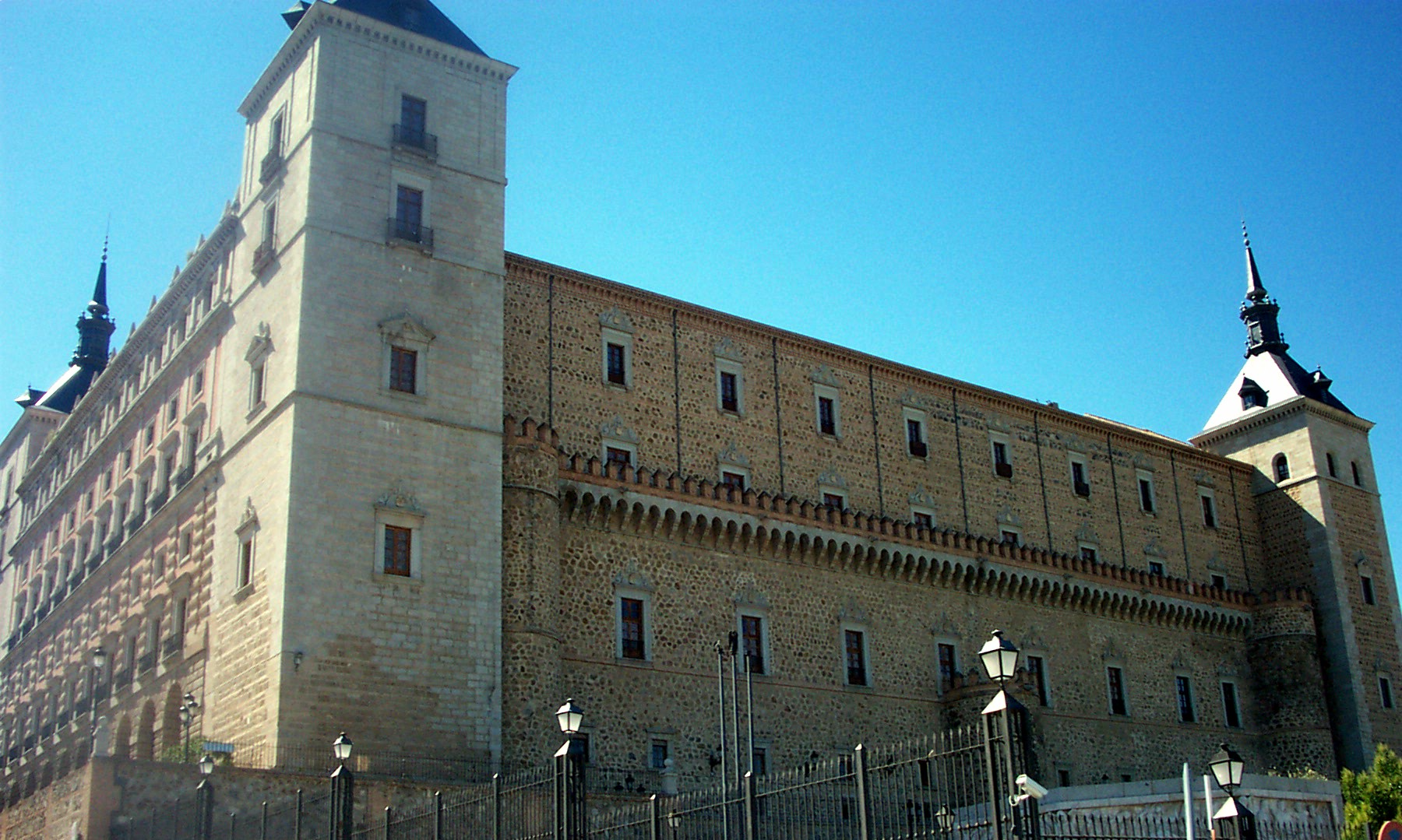
O Alcázar de Toledo em 2001.

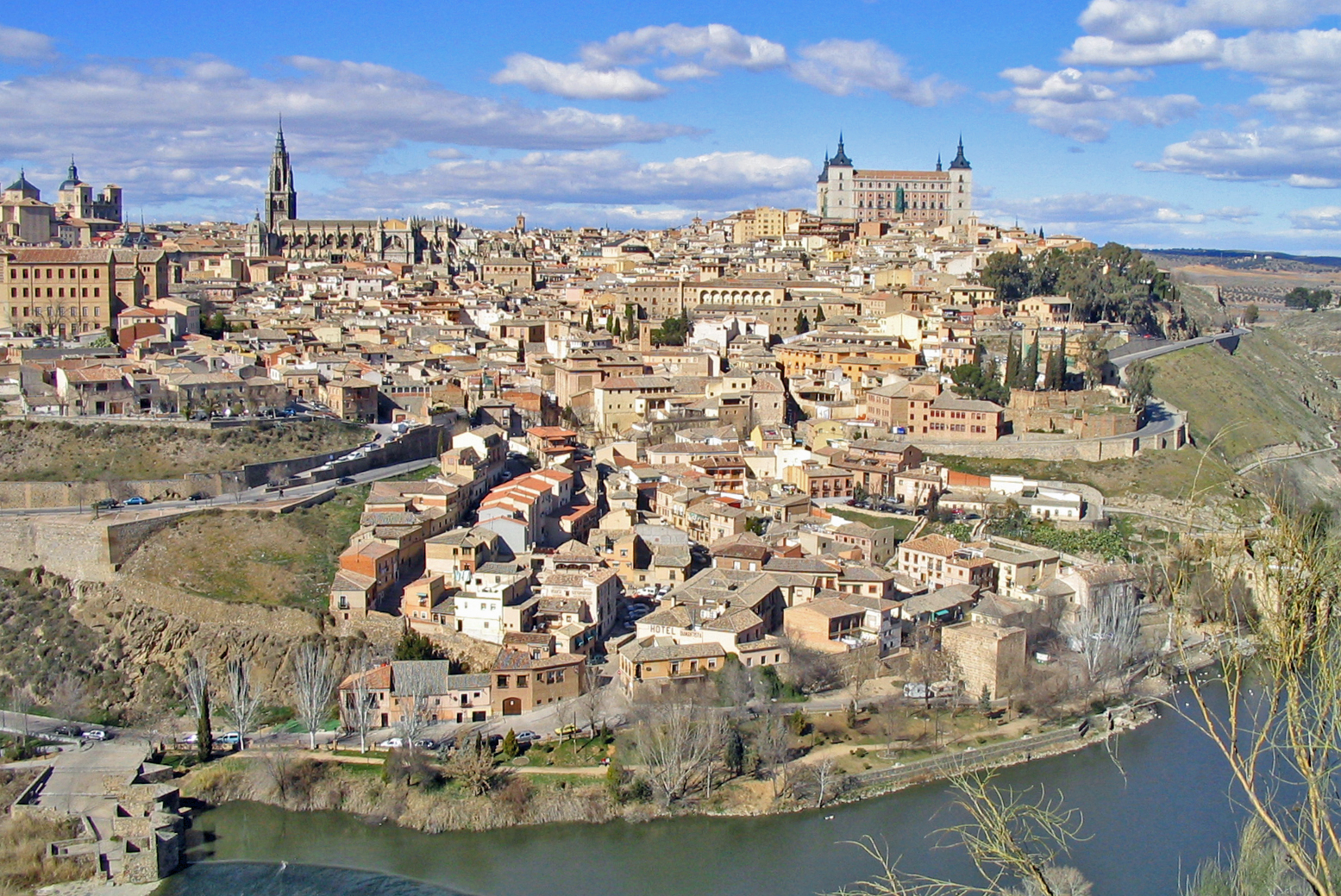
Vista panorâmica de Toledo com o Alcázar, na atualidade.

Durante a Guerra Civil, o Alcázar de Toledo foi utilizado, pelo então coronel José Moscardó, como ponto defensivo e de resistência da Guarda Civil, tendo sido quase totalmente destruído pelas tropas apoiantes da Segunda República durante o cerco que durou 70 dias, de 22 de julho a 28 de setembro de 1936. O incidente tornou-se uma peça central da tradição nacionalista espanhola, especialmente a história do filho de Moscardó, Luis. Os republicanos tomaram Luis, de 24 anos, como refém e exigiram que o Alcázar fosse entregue ou o matariam. Depois de falar brevemente com seu filho ao telefone para confirmar isso, Moscardó disse a Luis: “Encomende sua alma a Deus, grite 'Viva España!' e morra como um herói.
Moscardó recusou-se a se render. Relatórios contemporâneos indicavam que os republicanos mataram então o seu filho.  Outros historiadores relataram que Luis só foi baleado um mês depois "em represália a um ataque aéreo". A história dramática também camufla o fato de que o destino de vários homens reféns, principalmente da Guarda Civil, levados para o Alcázar no início do cerco não é claro. Algumas fontes dizem que "nunca mais se ouviu falar deles". No entanto, pelo menos um jornalista que visitou o Alcázar logo após o cerco viu vários prisioneiros acorrentados a uma grade em um adega.
Os eventos da Guerra Civil no Alcázar de Toledo fizeram da estrutura um símbolo do Nacionalismo Espanhol e inspirou o nome de El Alcázar, um jornal de direita que começou a ser publicado durante a Guerra Civil e foi extinto com a Transição Espanhola para a democracia, como a voz do Búnker, uma facção de franquistas que se opuseram à reforma depois da morte de Francisco Franco.
Ao final do cerco, o prédio havia sido severamente danificado. Após a guerra, foi reconstruído. Agora abriga Biblioteca de Castilla-La Mancha e o Museu do Exército Espanhol, este último anteriormente alojado no Salão dos Reinos em Madrid.

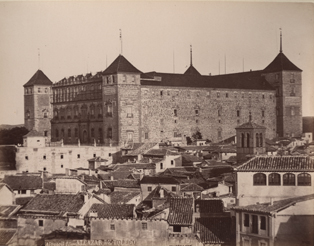
Vista do Alcázar em 1866, por Casiano Alguacil.
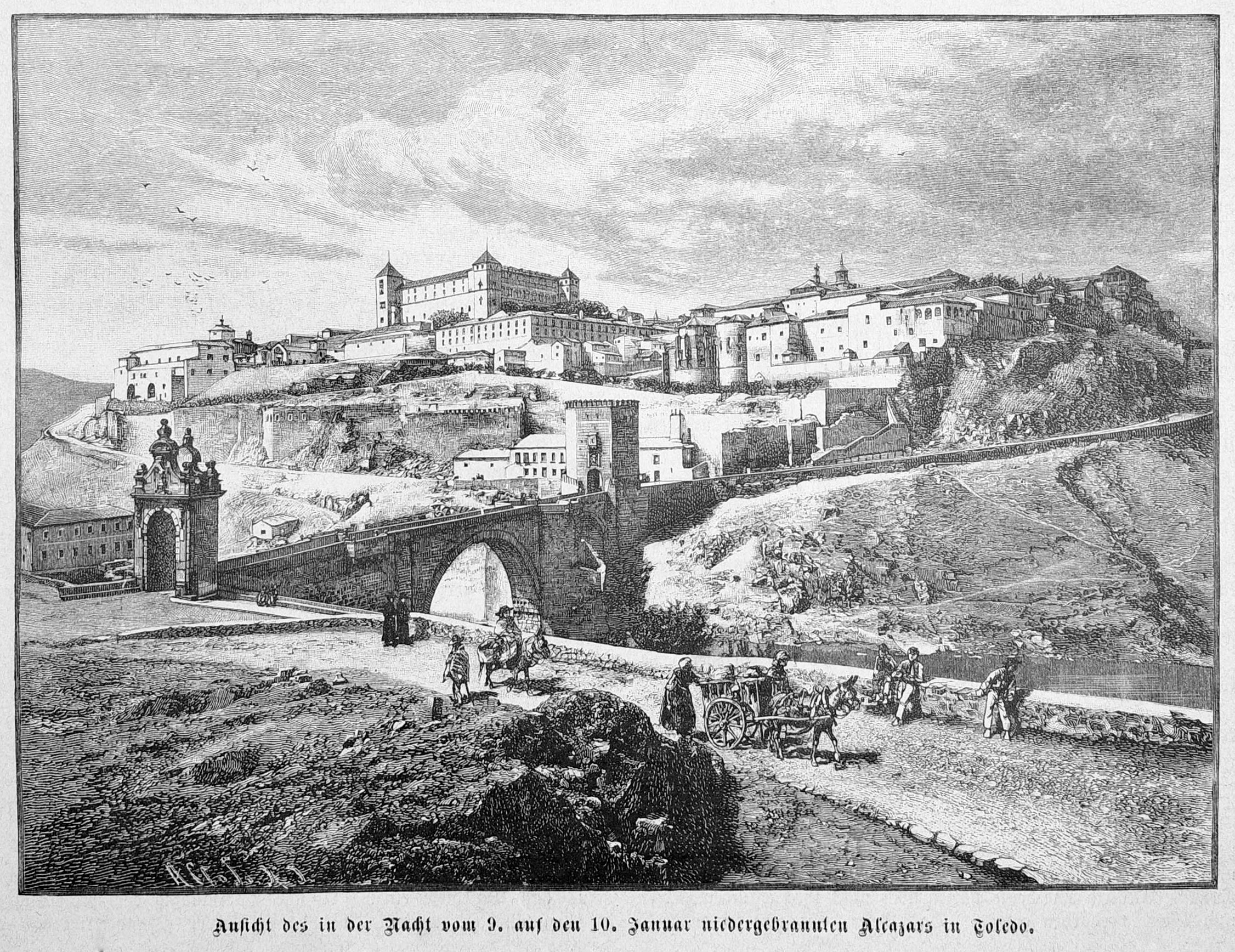
Toledo em 1887.
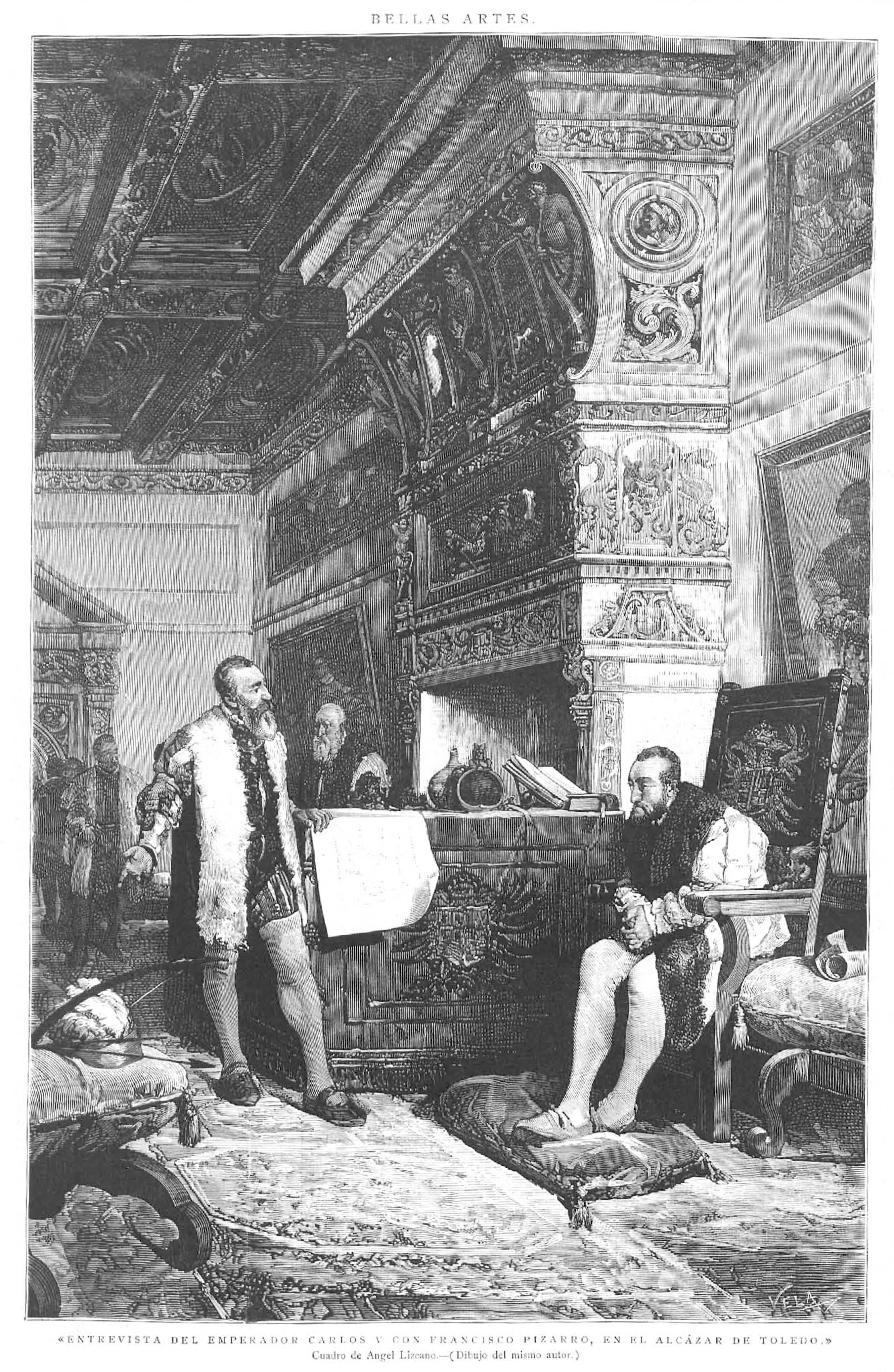
“Entrevista do Imperador Carlos V com Francisco Pizarro no Alcázar”, cerca de 1887, por Ángel Lizcano Monedero.
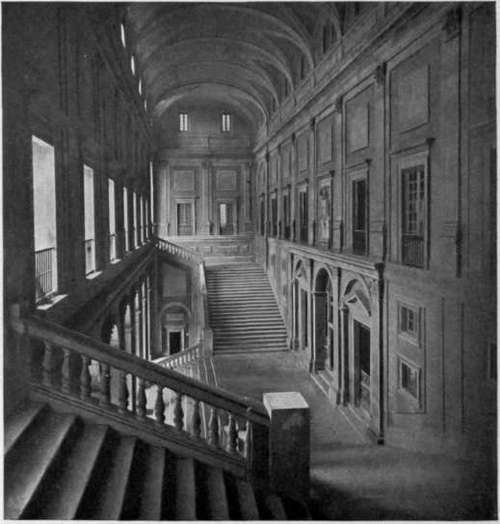
Interior do Alcázar em 1901, por Jean Laurent.
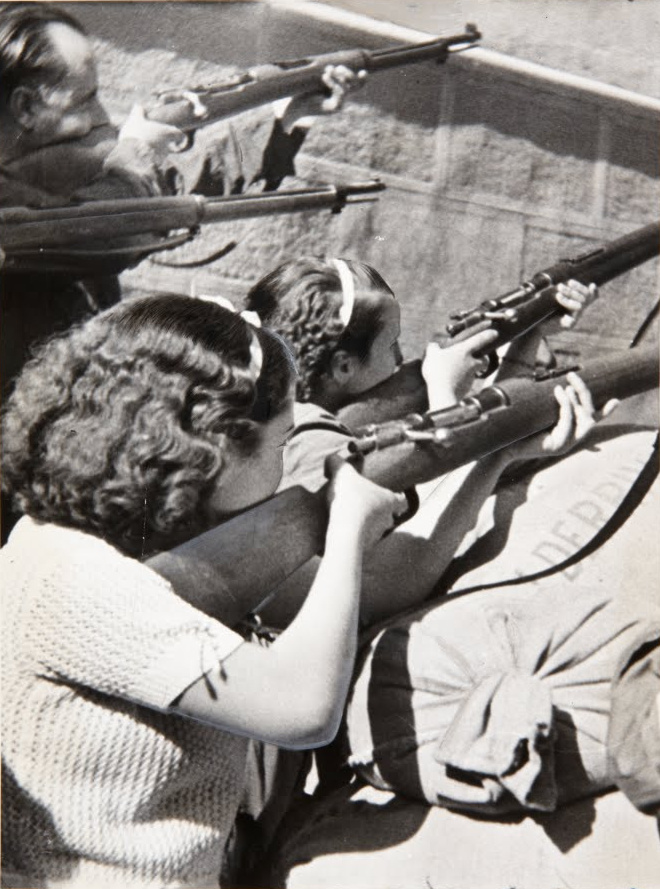
Duas mulheres e um homem no cerco do Alcázar de Toledo, 1936.
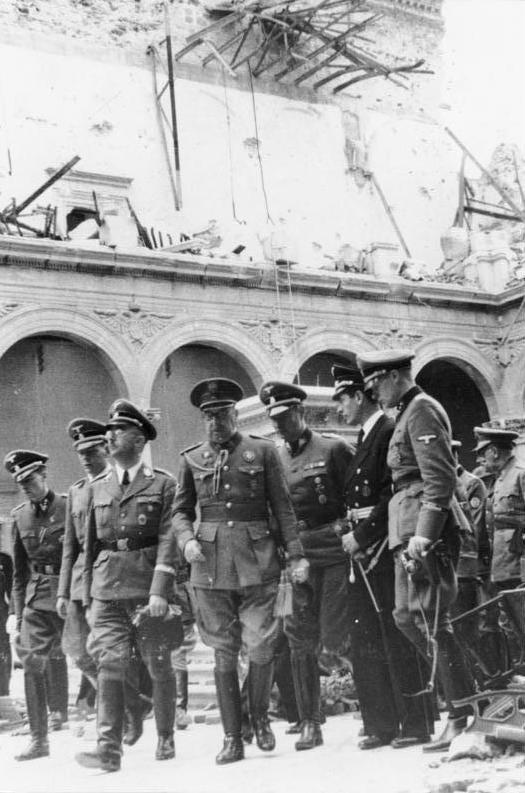
Heinrich Himmler visita o Alcázar com José Moscardó, em outubro de 1940.
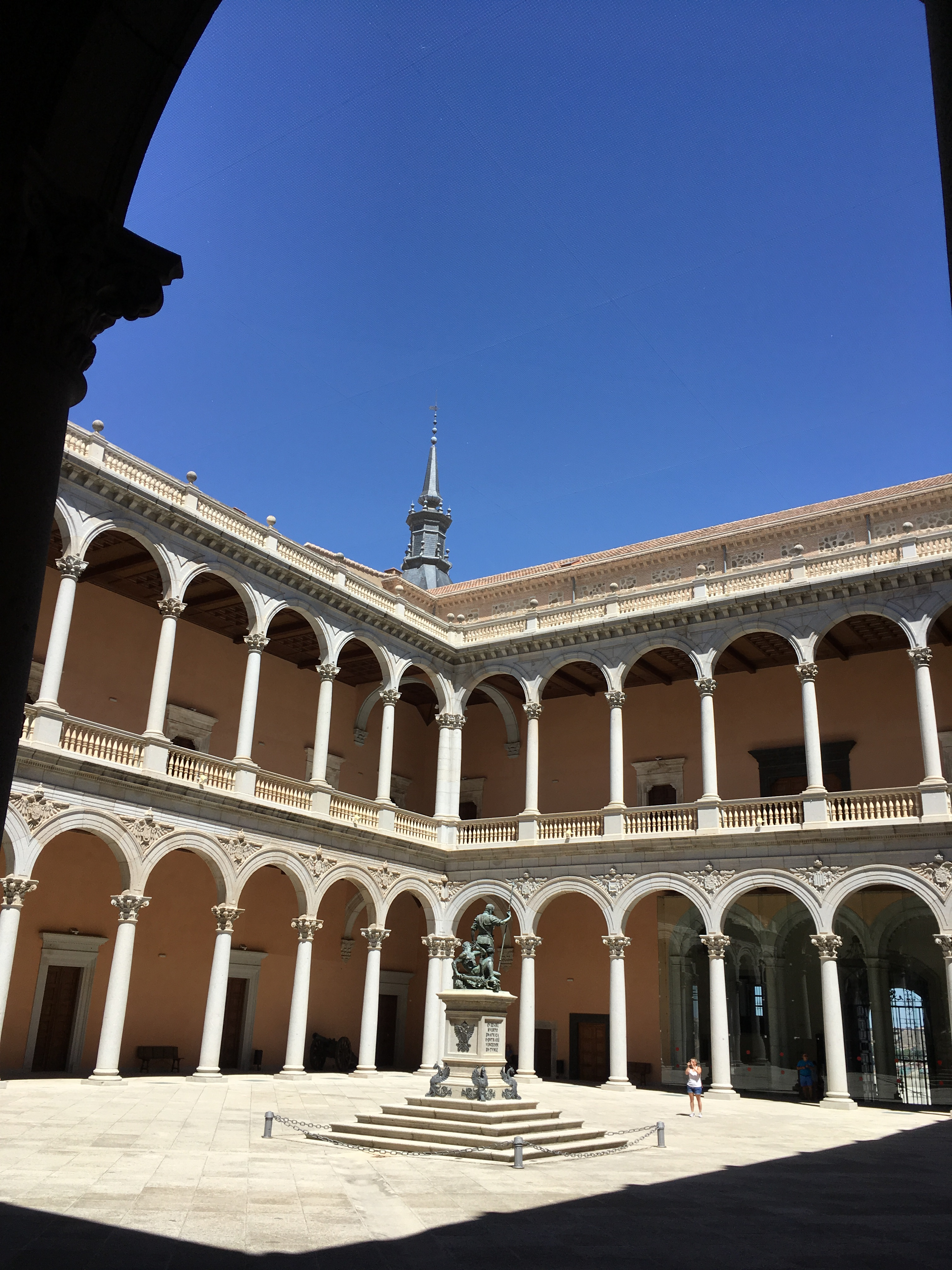
Pátio interior do Alcázar.
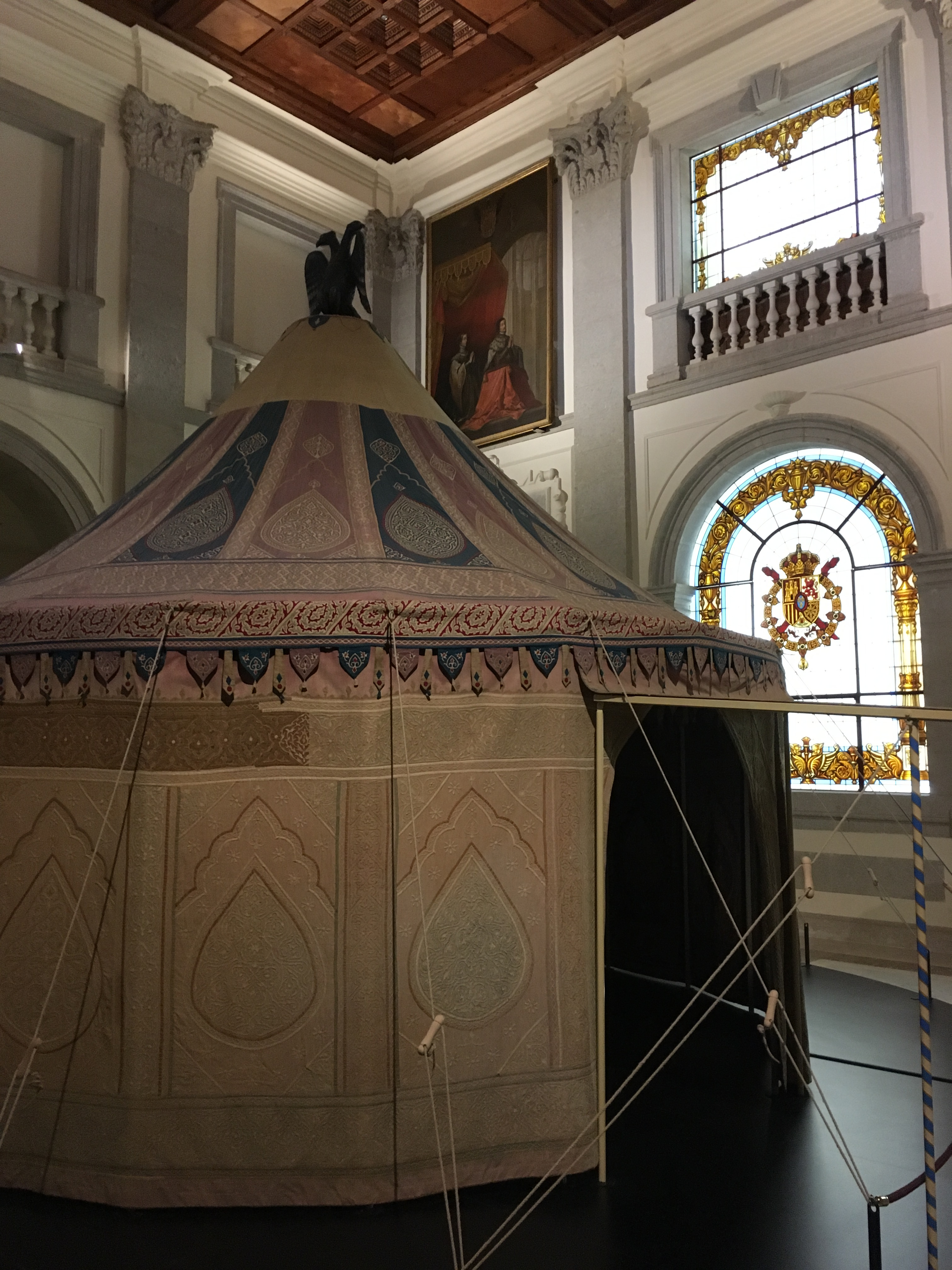
Tenda de Carlos V, Museu do Exército de Toledo.